# MetOp

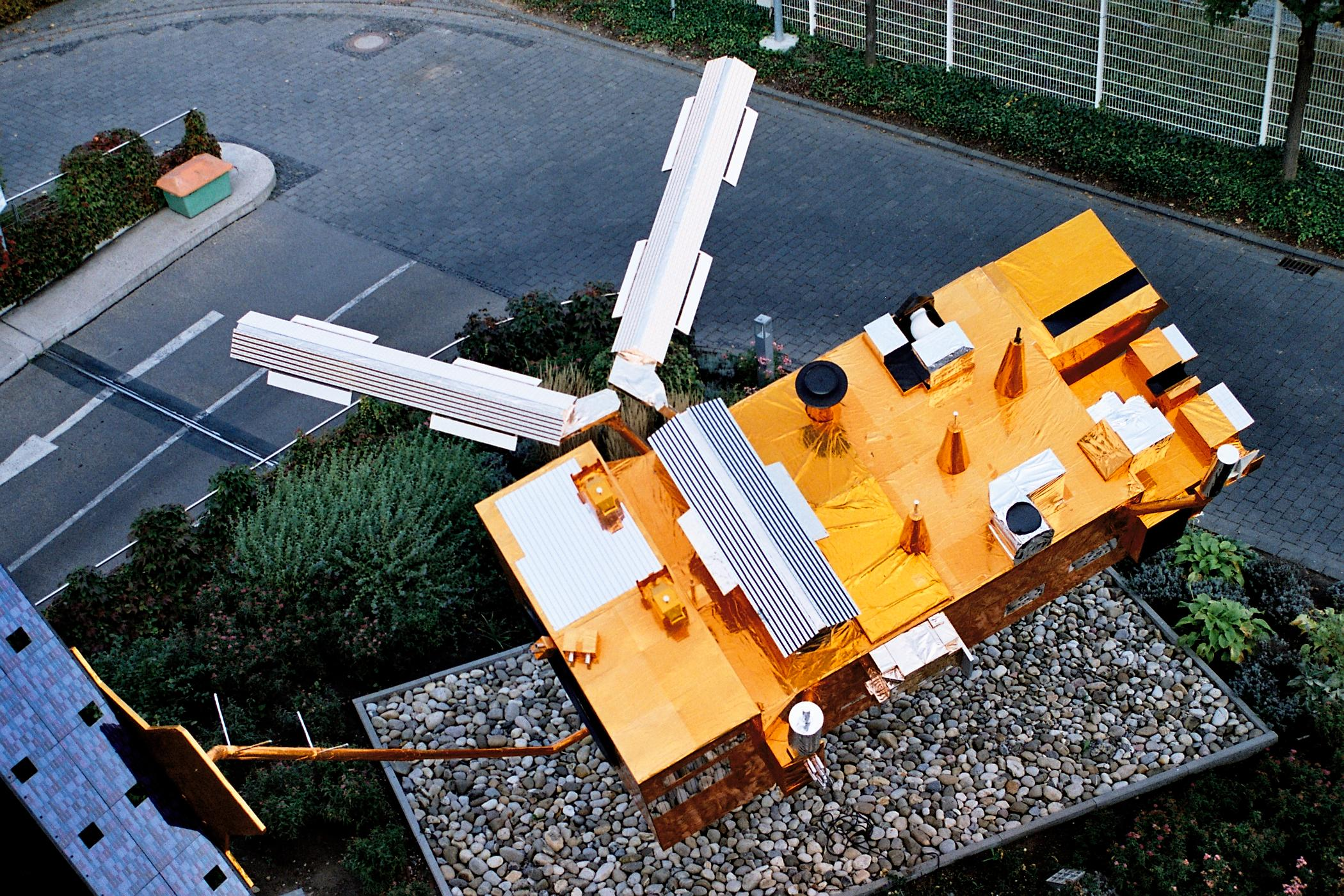
El satèl·lit MetOp A

MetOp, paraula derivada de l'anglès: Meteorological Operational, és un programa europeu de satèl·lits per a ser utilitzats en òrbita polar amb missions meteorològiques. Es tracta d'una família de satèl·lits que consta de tres tipus de satèl·lits. Estan desenvolupats conjuntament per l'Agència Espacial Europea (ESA) i EUMETSAT. Han estat fabricats per la societat EADS Astrium Satellites, haurien de donar dades fins a l'any 2020. Porten onze instruments de mesure on el captador IAS ha estat elaborat pel Centre National d'Études Spatiales i realitzat per Alcatel Space al centre espacial de Cannes Mandelieu. Metop-A va estar posat en òrbita el 2006, Metop-B el 17 de setembre de 2012, i tercer satèl·lit el 7 de setembre de 2018.

## Característiques[1]
Durant molts anys, a Europa es van utilitzar els satèl·lits meteorològics pertanyents a la sèrie Meteosat, els quals operaven en una òrbita geoestacionària a 36.000 km de distància de la Terra. La seva òrbita polar heliosíncrona dels MetOp es considera relativament baixa, a uns 800 km d'altitud. Passa per sobre dels pols geogràfics i el temps emprat per cada òrbita és d'una hora i 40 minuts, per tant el MetOp A dona unes 14 voltes a la terra cada dia. Les imatges que obté són més precises que les que obtenen el satèl·lits d'òrbita geoestacionària, també ho són gràcies al millor equipament amb què disposen.

## Successors
Els Metop seran substituïts entre 2022 i 2043 pels metop-SG (segona generació').